# Baptiste Pellerin
Baptiste Pellerin est un peintre et enlumineur parisien du XVIe siècle, mort en 1575. 

## Biographie
Son activité est documentée à partir de 1549, mais il est probablement actif dès 1543, puisqu'on lui attribue l'illustration de l'édition des Hieroglyphica d'Horapollon publiée chez Jacques Kerver cette année là.
En 1549, il participe à l'édition du livret de l'entrée royale de Henri II ; il a par ailleurs été impliqué dans la préparation de l'entrée de Charles IX à Paris en 1571. 
Collaborateur régulier de Jean Cousin, il est associé avec lui à l'illustration des éditions d'Amadis de Gaule à Paris dans les années 1540-1550. Dessinateur prolifique, il a fourni de nombreux modèles aux orfèvres, joailliers, armuriers et graveurs (notamment Etienne Delaune). Il a également dessiné des ornements et des illustrations pour les imprimeurs parisiens,.  On lui attribue notamment l'illustration du Recueil des Effigies des Roys de France publié par François Desprez (Paris, 1567).

## Historiographie
Oubliée par les historiens de la peinture dès le XVIIe siècle, son œuvre a longtemps été confondue avec celle du graveur Etienne Delaune. En 2009, Valérie Auclair questionna le corpus des pièces attribuées à Delaune, ce qui ouvrit la porte à une réattribution. L'année suivante, à l'occasion d'un colloque à l'Institut national d'histoire de l'art, le nom de Baptiste Pellerin fut mis en évidence, et son style personnel formellement identifié. Dans la foulée, son œuvre fit rapidement l'objet d'un ouvrage par Marianne Grivel, Guy-Michel Leproux et Audrey Nassieu-Maupas.